# Łamanie szyfru Enigmy

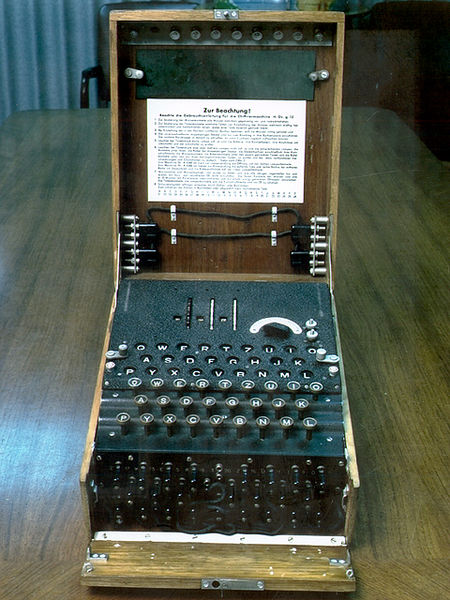
Maszyna szyfrująca Enigma

Łamanie szyfru Enigmy – ciąg wydarzeń prowadzących do złamania szyfrów Enigmy.
Niemcy szyfrowali klucze wiadomości, podwójnie zmieniając je dwa razy dziennie. Karty charakterystyk Rejewskiego opracowywano na podstawie analizy komunikatów generowanych przez Enigmę. Polscy kryptolodzy starali się w nich wychwycić powtórzenia znaków, aby określić punkty stałe i wykorzystać je do znalezienia cech charakterystycznych szyfrów; stąd nazwa metody Rejewskiego – „metoda kart charakterystyk”. Karty te podczas analizy szyfrogramów ujawniły przypadki, w których ta sama zaszyfrowana litera występowała w trzech układach.

## Okres przedwojenny

### Polska

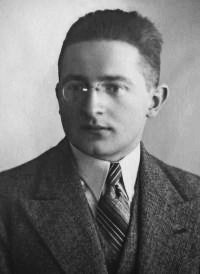
Marian Rejewski ok. 1932 r., kiedy „złamał” Enigmę

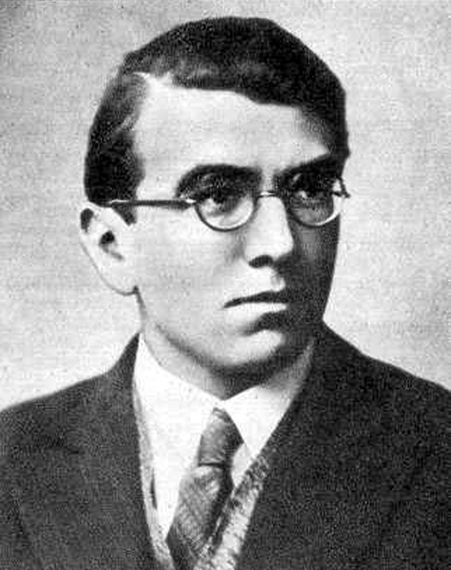
Henryk Zygalski lata 30. XX wieku

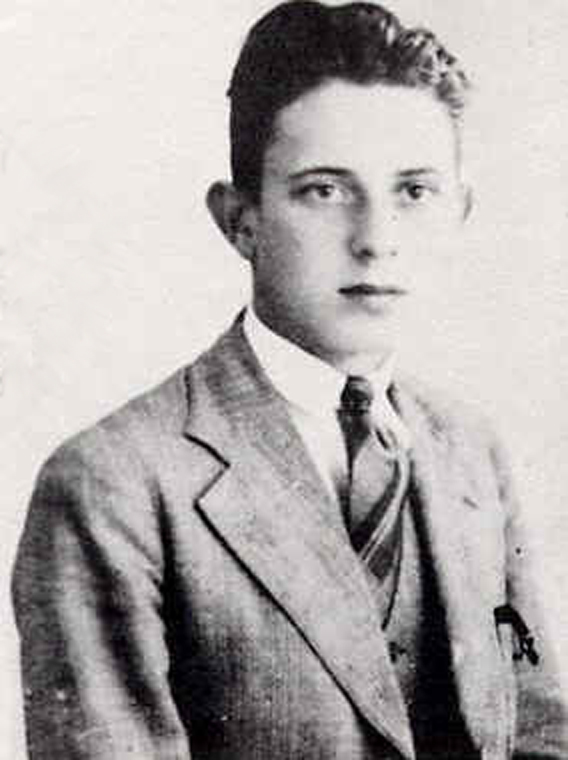
Jerzy Różycki

Polski wywiad nie analizował w latach dwudziestych łączności floty zachodniego sąsiada, dlatego przegapił wprowadzenie przez Kriegsmarine w roku 1926 maszyny szyfrującej do utajniania korespondencji. Kiedy jednak 15 lipca 1928 także wojska lądowe zaczęły stosować Enigmę, Biuro Szyfrów (BS) rozpoczęło analizę stosowanego szyfru. Metodami statystycznymi ustalono, że jest to szyfr maszynowy. Zadecydowano o konieczności włączenia do procesu dekryptażu zawodowych matematyków, i o rozpoczęciu kursów kryptologicznych dla studentów matematyki w Poznaniu, oraz o kupnie handlowej Enigmy poprzez podstawioną firmę – podejrzewano bowiem, że wersja wojskowa wywodzi się od cywilnego odpowiednika. Trójka studentów biorących udział w szkoleniu – Marian Rejewski, Henryk Zygalski oraz Jerzy Różycki odegrała ogromną rolę w dekryptażu Enigmy.
Ponadto dzięki przypadkowi w styczniu 1929 roku udało się sfotografować zawartość jednej z paczek na warszawskim Okęciu. Podejrzenie celników wzbudziło dziwne zachowanie pracownika ambasady niemieckiej, żądającego natychmiastowego zwrotu przesyłki zaadresowanej do filii jednego z niemieckich przedsiębiorstw na terenie Polski. Zawartością przesyłki okazała się cywilna Enigma.
We wrześniu 1931 zlikwidowano filię BS w Poznaniu, nieco wcześniej wszystkie służby wywiadu zostały scentralizowane i pracowały pod jednym dachem.
Przystępując do łamania Enigmy, Polacy wiedzieli, że zawiera ona element nieobecny w wersji handlowej – Stopselstellung, oraz że każda depesza kodowana jest indywidualnym kluczem. Niemcy popełnili jednak fatalny błąd – ze względu na zawodność ówczesnego sprzętu radiowego zadecydowano o podwójnym kodowaniu klucza depeszy (wydłużeniu klucza z trzech do sześciu znaków).

### Łamanie cykli klucza depeszy

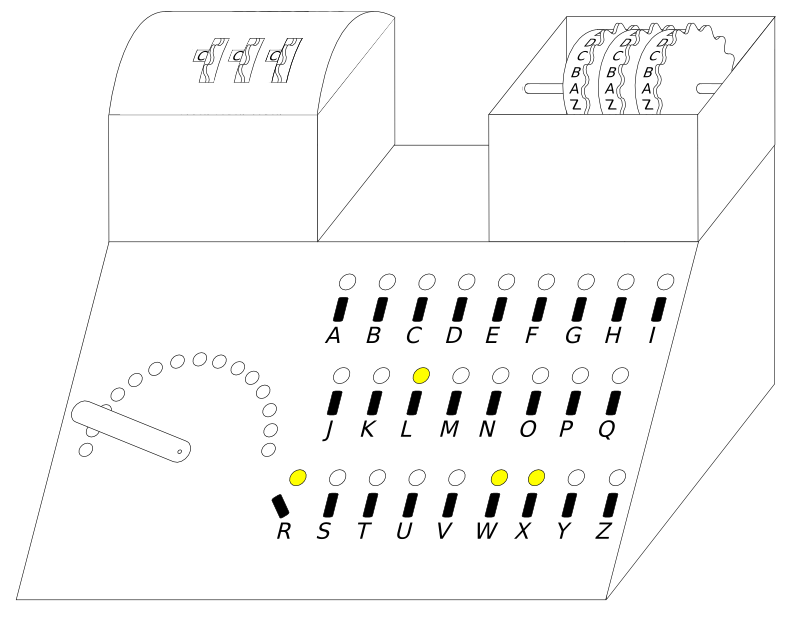
Cyklometr – rysunek

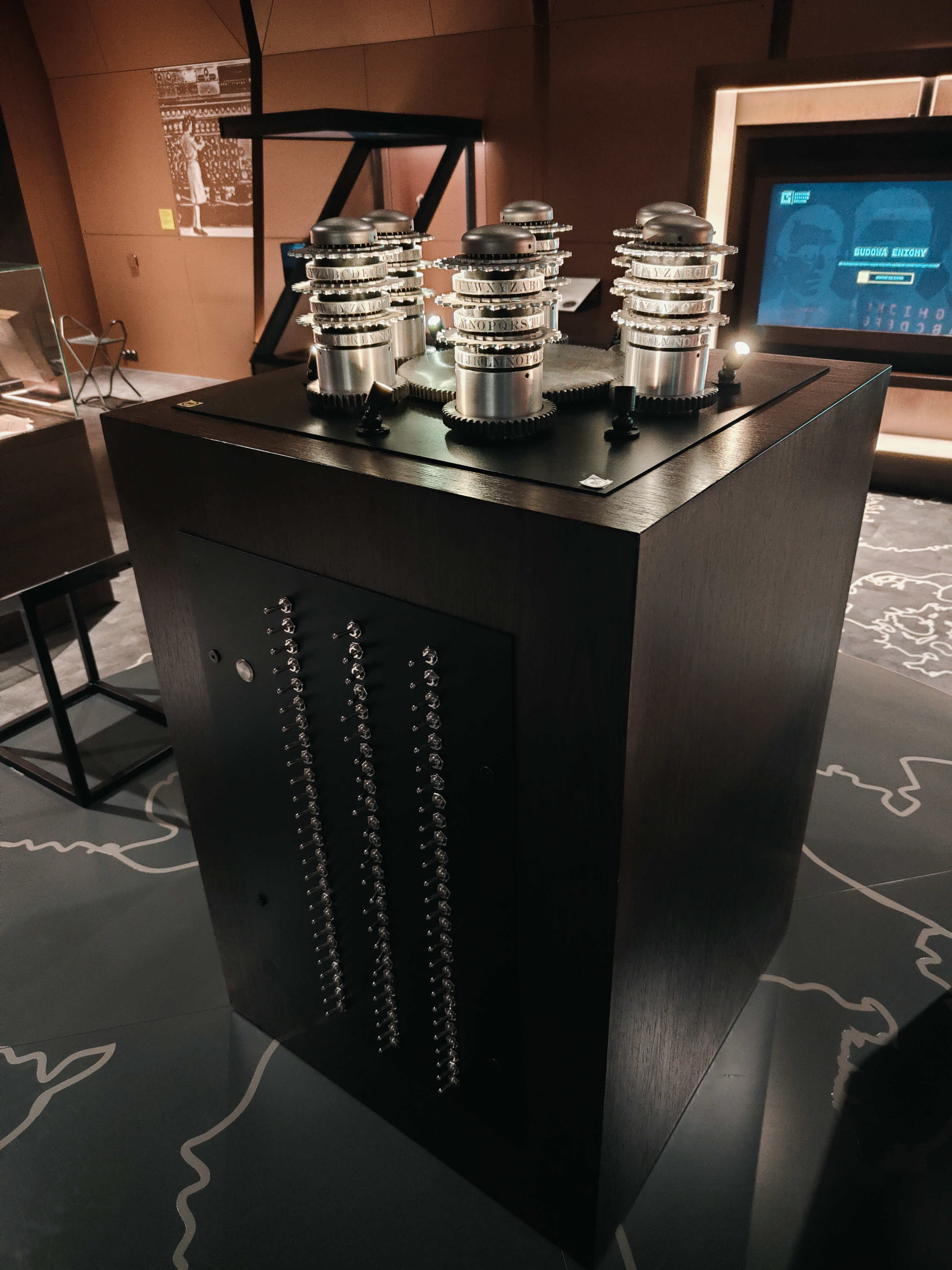
Makieta Bomby Rejewskiego przedstawiona na ekspozycji Centrum Szyfrów Enigma w Poznaniu

Metoda Rejewskiego polegała na analizie przekształceń tych samych liter w indywidualnych kodach depesz (6-znakowe ciągi i przekształcenia 1→4;2→5;3→6). Zakładając proste indywidualne kody ustalane przez szyfrantów (np. AAA, ABC, XYZ – prostota polega na powtarzaniu się liter i na stosowaniu liter sąsiednich), można było wykryć podstawowe ustawienia wirników dla danego okresu. Metoda ta nie pozwalała jednak na odczytywanie treści depesz oraz opierała się na błędach szyfrantów.

### Francuski szpieg
W czerwcu 1931 szpieg Hans-Thilo Schmidt zaoferował francuskiej ambasadzie w Berlinie sprzedaż tajnych dokumentów. W listopadzie wyznaczono pierwsze spotkanie, i od tego okresu przekazywał on za pieniądze dane dotyczące Enigmy. Objęły one instrukcje użytkowania maszyny oraz klucze do szyfrów. Zarówno francuscy, jak i brytyjscy kryptolodzy uznali otrzymane materiały za mało wartościowe, nie obejmowały one bowiem połączeń w wirnikach. 7 grudnia 1931 także polski wywiad otrzymał tajne dokumenty.
Francuskiemu wywiadowi pomimo prób nie udało się nawiązać kontaktu w fabryce, w której łączono styki w wirnikach. Była ona pilnie strzeżona, a jej pracownicy byli pod ciągłą obserwacją.
Nie wszystkie informacje przekazane Polakom, zwłaszcza w późniejszym okresie, trafiły do matematyków. Być może wiązało się to z chęcią wymuszenia na kryptologach stworzenia własnej metody analizy szyfru, niezależnej od obecności agenta, lub na chęci dotrzymania przyrzeczenia – obiecano bowiem, że informacje uzyskane dzięki dokumentom Francuzów zostaną im przekazane.
Do 1939 roku przepływ informacji był jednostronny – francuski wywiad przekazał dane dotyczące ustawień kluczy na łączny okres 38 miesięcy, nie otrzymując żadnych informacji w zamian.

### Okablowanie wirników
Rejewski dla ułatwienia założył, że w analizowanych fragmentach tekstu będzie się obracał wyłącznie pierwszy wirnik (z trzech, w istocie wszystkie one mogły się obracać w różny sposób), co było słuszne w około 80% przypadków (21/26). W tym przypadku nieznane były: sekwencja połączeń styków walca odwracającego, sposób okablowania pierwszego wirnika (sekwencja połączeń styków znajdujących się na obu stronach wirnika) oraz kolejność liter w wirnikach (26 liter na każdym wirniku). Ustawienia łącznicy otrzymał od francuskiego wywiadu, założył również alfabetyczną kolejność liter w wirnikach; w tym przypadku sposób okablowania wirnika pozostał jedyną niewiadomą. Dane wywiadu dotyczyły dwóch różnych kwartałów (okresów). Ponieważ Niemcy zmieniali ustawienia wirników (kolejność 3 wirników na wspólnej osi) co kwartał, analogiczną metodą rozwiązano kwestię sposobu okablowania drugiego wirnika. Mając te dane, udało się następnie odtworzyć sposób okablowania wirnika trzeciego oraz walca odwracającego. W ostatnich dniach 1932 roku Rejewski odszyfrował pierwszą depeszę Enigmy.

### Metoda zegara i rusztu
W tym okresie niewiadome elementy zostały ograniczone do indywidualnego klucza depeszy, ustawień łącznicy oraz kolejności wirników w Enigmie. Pierwszą niewiadomą rozwiązał Rejewski wykorzystując błędy szyfrantów. Rzadko zmieniana kolejność wirników została ustalona metodą zegara. Codziennie zmieniane połączenia łącznicy ustalano metodą rusztu.{\displaystyle }

### Eliminacja błędów szyfrantów
Niemieccy specjaliści zajmujący się ochroną łączności dostrzegli błędy szyfrantów i zabronili używania najpopularniejszych ustawień indywidualnych kluczy depeszy. Utrudniło to pracę Polakom, którzy zaczęli wykorzystywać zwyczaj zapoczątkowywania depeszy wyrazem DO (ANX). W tym okresie jedyną codzienną zmianą były ustawienia łącznicy. Zdawano sobie wtedy sprawę, że częściej czynione zmiany uniemożliwią operacyjne wykorzystywanie depesz ze względu na długi czas rozkodowywania.

### Cyklometr i katalog
Aby przyspieszyć rozkodowywanie depesz, w 1934 postanowiono utworzyć katalog dla 105 456 możliwych ustawień wirników. Stworzenie takiego katalogu ręcznie byłoby zajęciem pracochłonnym, jednak zastosowany cyklometr ułatwił wykonanie zadania (które i tak trwało około roku). Wprowadzone w 1935 sieci łączności nowo powstałego Luftwaffe zostały łatwo złamane dzięki katalogowi charakterystyk. W tym okresie zatrudniono w BS4 grupę zaufanych ludzi zajmujących się rutynowym łamaniem szyfrów, zostawiając matematykom prace badawcze.

### Nowe procedury szyfrowania
Niemcy wprowadzali kolejne zabezpieczenia we własnej sieci łączności. Zwiększono częstość wymiany kolejności wirników: od 1 lutego 1936 – co miesiąc, a od 1 października – codziennie. Zwiększono liczbę złączy cofających. W maju 1937 niemiecka flota zmieniła system wyboru indywidualnego klucza depeszy, który został oparty na podstawie tablic biogramów. Przez pewien czas odczytywano wiadomości, dzięki zwyczajowi dzielenia komunikatu na kilka części, przy czym kolejne części zaczynały się znacznikiem FORT (od Fortsetzung). Sama metoda ataku nazwana została Fortyweepy. Jednak dopiero wprowadzenie nowego reflektora o roboczej nazwie Bruno 2 listopada 1937 uniemożliwiło szybkie czytanie depesz – wypracowany katalog stał się bezużyteczny i należało stworzyć kolejny. 15 września 1938 roku niemiecki system łączności wprowadził kolejną innowację – kod był przekazywany trzema trójznakowymi grupami liter, z czego pierwsza grupa określająca startową pozycję wirników była przekazana tekstem jawnym. Uczyniło to także drugi katalog charakterystyk nieprzydatnym. Ciągłe ulepszenia systemów łączności skutkowało wysunięciem przez matematyków teorii dotyczącej niemieckiego szpiega wiedzącego o postępach prac w BS.

### Bomba Rejewskiego
Punktem zaczepienia w nowych metodach kodowania było poszukiwanie samiczek, czyli jednoznakowych cykli szyfru. Poszukiwanym szyfrogramem mógł być na przykład ciąg AGW TGZ, ze względu na powtórzenie środkowego znaku. Polacy zdawali sobie jednak sprawę, że stworzenie kolejnego katalogu charakterystyk, przy tak częstych zmianach metod szyfrowania jest zadaniem bezsensownym. Rejewski wpadł na pomysł połączenia kilku maszyn szyfrujących w celu analizy powtórzeń. Wybudowane urządzenie nazwano bombą Rejewskiego. Ponieważ wirniki można było ustawić na sześć sposobów, wykonano sześć takich maszyn. Najpoważniejszym ograniczeniem maszyny była zależność od możliwego do wyeliminowania błędu Niemców – podwójnego kodowania klucza depeszy.

### Płachty Zygalskiego

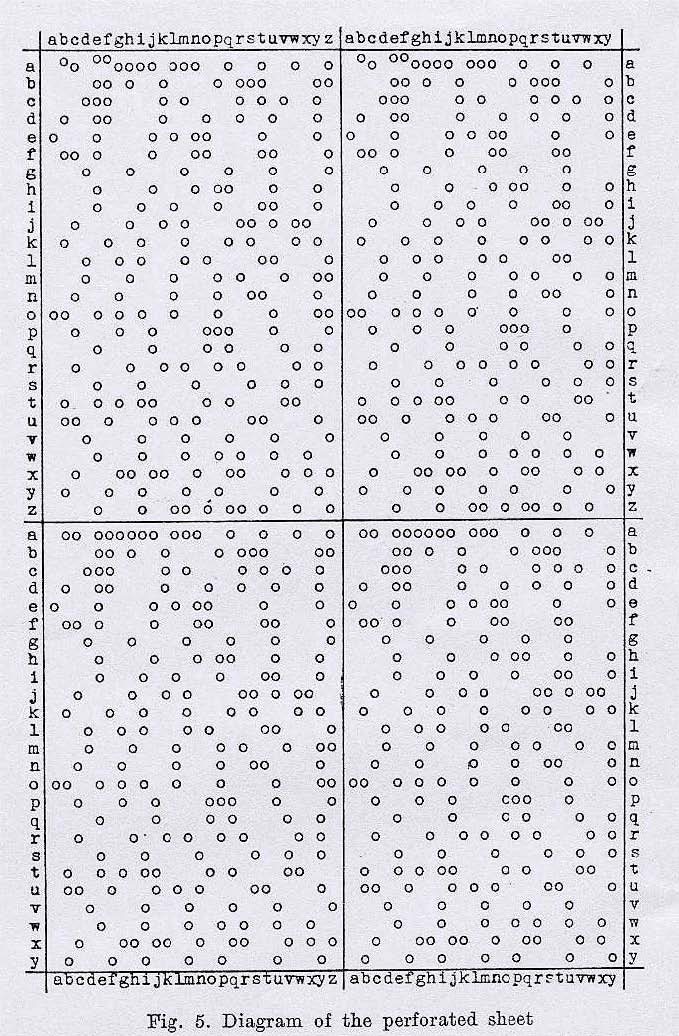
Jedna z „płacht Zygalskiego” (1938)

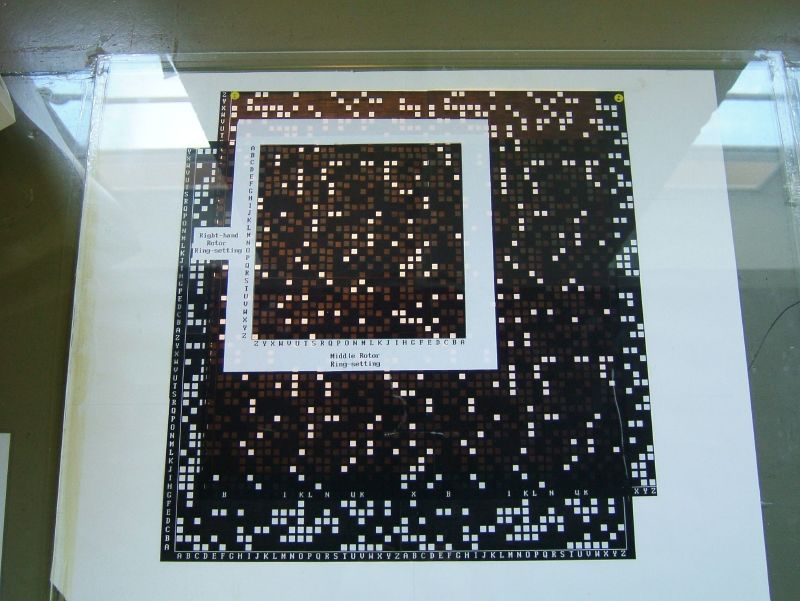
Perforowana płachta Zygalskiego na wystawie w Bletchley Park

### Nowe wirniki
15 grudnia 1938 Niemcy wprowadzili kolejną innowację – od tego momentu wybierano do maszyny 3 wirniki spośród 5 możliwych. Okablowania nowych wirników zostały łatwo złamane dzięki używaniu przez dwa miesiące w sieci SD starego systemu, jednak nie zagwarantowało to pełnego sukcesu. Nowe wirniki można było ustawić na 60 sposobów, a Biura Szyfrów nie było stać na wybudowanie 60 bomb. Ponadto zwiększono liczbę łącznic, co generowało więcej wyników fałszywie dodatnich.